# NGC 7776
NGC 7776 este o galaxie situată în constelația Vărsătorul. A fost descoperită în 31 octombrie 1885 de către Ormond Stone⁠(d).